# مؤتمر السفراء

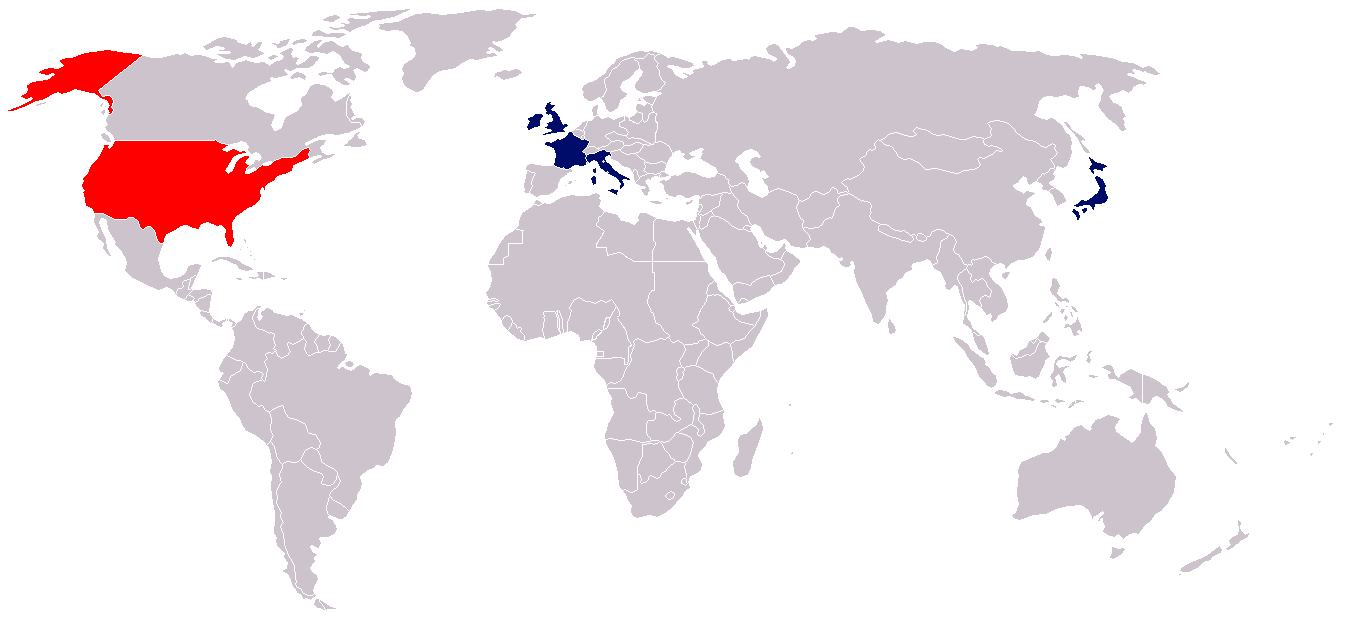
أعضاء مجلس السفراء (باللون الأزرق) والمراقبين (باللون الأحمر) اعتبارًا من عام 1919

مؤتمر السفراء أو مؤتمر سفراء دول الحلفاء الرئيسية والقوى المنتسبة (بالإنجليزية: Conference of Ambassadors of the Principal Allied and Associated Powers) عقد في الفترة التي أعقبت نهاية الحرب العالمية الأولى. تشكل المؤتمر في باريس في يناير 1920 وأصبح خليفة لمجلس الحرب الأعلى وأُدمجت لاحقًا بحكم الأمر الواقع في عصبة الأمم كإحدى هيئاتها الإدارية. أصبح أقل نشاطًا بعد معاهدات لوكارنو لعام 1925 ولم يعد موجودًا رسميًا في عام 1931 أو 1935.
وضم المؤتمر سفراء بريطانيا العظمى وإيطاليا واليابان المعتمدين في باريس ووزير الخارجية الفرنسي. حضر سفير الولايات المتحدة بصفة مراقب لأن الولايات المتحدة لم تكن طرفًا رسميًا في معاهدة فرساي. كان الدبلوماسي الفرنسي رينيه ماسيجلي أمينًا عامًا لها طوال فترة وجودها. وترأسها وزراء خارجية فرنسا من بينهم جورج كليمنصو وريموند بوانكاريه وأريستيد بريان.
تم تشكيلها لفرض معاهدات السلام والتوسط في النزاعات الإقليمية المختلفة بين الدول الأوروبية. وشملت بعض المناطق المتنازع عليها من قبل المؤتمر كالنزاع بين بولندا وتشيكوسلوفاكيا، ومنطقة فيلنيوس بين بولندا وليتوانيا، ومنطقة كلايبيدا بين ألمانيا وليتوانيا، وحادث كورفو بين إيطاليا واليونان. تم اتخاذ أحد قراراتها الإقليمية الرئيسية في 15 مارس 1923 في الاعتراف بالحدود الشرقية لبولندا التي تم إنشاؤها في أعقاب الحرب البولندية السوفيتية عام 1920. كما اعترف المؤتمر بالسيادة البولندية على منطقة فيلنيوس وشرق غاليسيا.
تم تعيين مؤتمر سفراء دول الحلفاء الرئيسية والقوى المرتبطة بها من قبل عصبة الأمم لتولي مسؤولية النزاع الحدودي اليوناني الألباني الذي تحول إلى حادث كورفو عام 1923. كان جول لاروش وماسيجلي أول أمينين عامين.